# Jean Bart (kalóz)

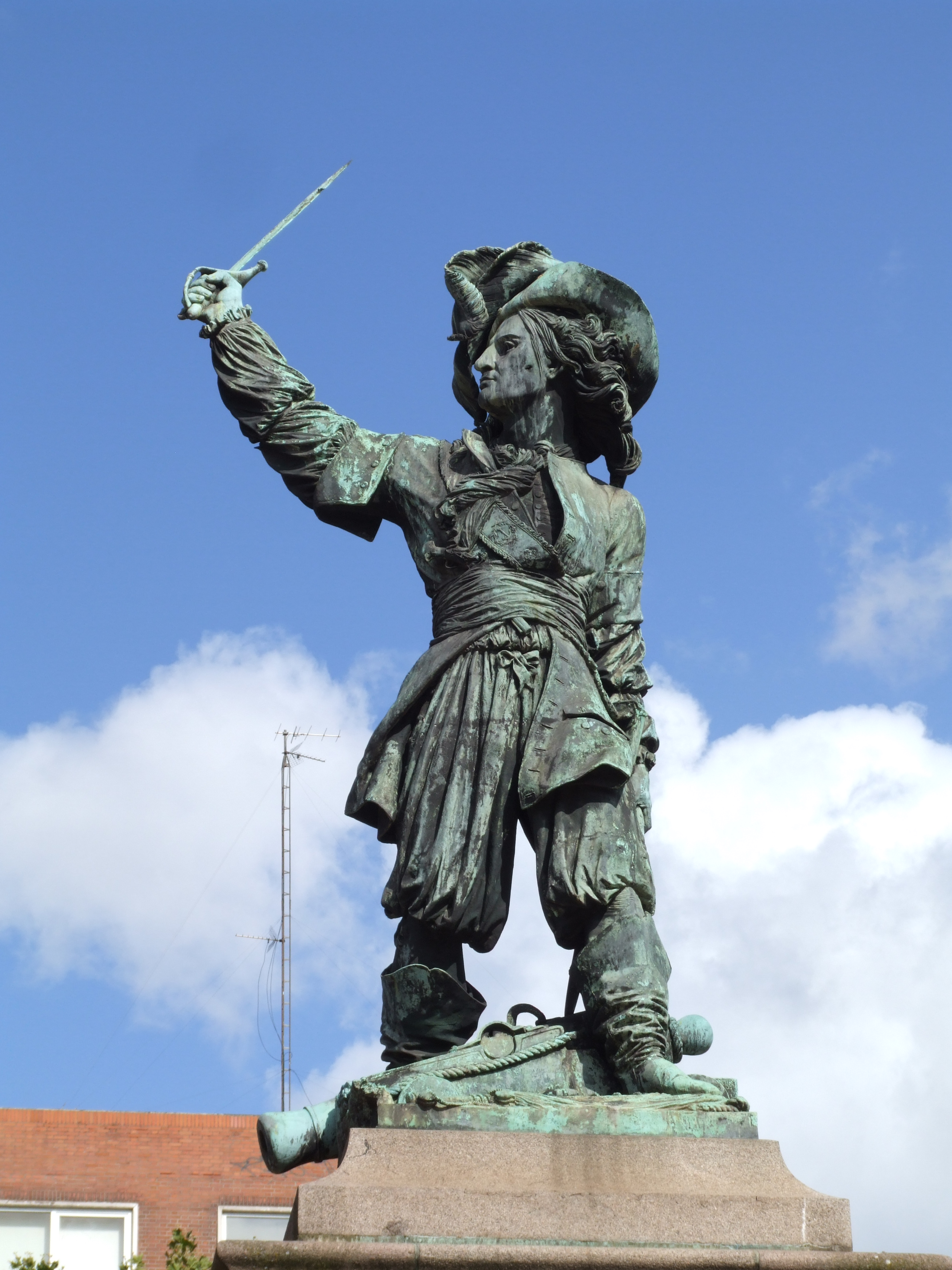
Jean Bart szobra a Place Jean Bart-on, Dunkerque központjában

Jean Bart, valódi nevén Jan Baert (Dunkerque, 1650. október 21. – Dunkerque, 1702. április 27.) egy flamand származású, XIV. Lajos francia király szolgálatában álló kalóz, azaz privatér volt.

## Korai évek
Jean Bart Dunkerque (Dunkirk) városában született 1650-ben egy hajós családba. Apja foglalkozását halászként, más helyen francia szolgálatban álló kalózparancsnokként adják meg.
Csaknem bizonyos, hogy Jean Bart beszélte a flamand nyelvet, melyet akkor abban a régióban beszéltek és a születési neve is Jan Baert volt.

## Tengerész pályafutása
Bart 1662-ben, tizenkét évesen inasnak szerződött egy csempészhajóra és már tizenhat évesen vezetői beosztást kapott. Fiatal korában Bart a holland tengerészetnél szolgált Michiel de Ruyter alatt.
Az általa vezetett holland flottával részt vett egy Nagy-Britannia elleni rajtaütésen és a négynapos csatában.
Alacsony származása miatt a francia tengerészetnél nem tölthetett be vezetői beosztást, ezért a király megbízólevél útján fogadta fel mikor 1672-ben hazatért Dunkerque-be. Első saját hajója a le roi David volt 1674-ben. Sikerei okán 1679-ben hadnagyi (lieutenant) rangot kapott. Bámulatra méltó bátorsága miatt XIV. Lajos különleges küldetéssel a Földközi-tengerre küldte, ahol nagy hírnévre tett szert. A hollandok rémévé vált és komoly fenyegetést jelentett a kereskedelmük számára. Egy alkalommal hat hajóval áttört egy blokádoló flottán számos ellenséges hajót szétszórva és a gabonát szállító kereskedelmi hajókat Dunkerque-be kísérte. Hamar kapitányi rangot kapott, majd tengernagy lett.
Legnagyobb sikereit a pfalzi örökösödési háború (1688-1697) idején érte el.
- 1689-ben egy konvojt kísérve angol-holland hajók intéztek ellenük támadást és ekkor fogságba esett. Hadnagyával, Claude de Forbinnel és 20 matrózával együtt hamarosan sikeresen meg tudtak szökni Plymuthból és egy elkötött csónakkal három napos evezés után átértek a Bretagne-ban lévő St. Malóba.
- 1691-ben Dunkerque blokádján átjutva nagy fenyegetést jelentett a szövetséges flottára és felgyújtott egy skót várat négy faluval együtt.
- 1694. június 29-én a Texel szigeténél vívott tengeri csatában aratott győzelmével sikerült egy Skandináviából Franciaországba tartó gabonaszállító konvojt kiszabadítania a hollandok kezei közül, megmentve így Párizst az éhínségtől. Ezért a tettéért az év augusztus 4-én Bart főnemesi rangot kapott és felvették a Szent Lajos Lovagrend (Ordre royal et militaire de Saint-Louis) tagjai közé. Sikerei után 1696-ban Bart hajórajparancsnok (ellentengernagy) lett a francia flottánál.
- 1696-ban a doggerbanki csata során ismét nagy károkat okozott a hollandoknak.
- 1697-ben sikertelen expedíciót vezetett Danzig ellen, melynek célja az lett volna, hogy Conti hercegének megszerezzék a III. János lengyel király halálával megüresedett trónt.

Az 1697-ben megkötött rijswijki béke véget vetett aktív szolgálatának.

## Családja
1676. február 3-án feleségül vette a 16 éves Nicole Gontier-t, akitől négy gyermeke született. Nicole 1682-ben hunyt el. Idősebbik fiuk, François-Cornil (17 June 1676. június 17. - ?), altengernagyi rangig vitte.
1689. október 13-án feleségül vette Jacoba Tugghét, akitől tíz gyermeke született. A Dunkerque-ben ma is kiállított házassági okmányt "Jan Baert" névvel írta alá.
Jean Bart influenzás megbetegedése következtében hunyt el és az Saint Eloi templomának temetőjében helyezték örök nyugalomra.

## Emlékezete
Számos anekdota őrzi a műveletlen tengerész bátorságának és őszinteségének emlékét, aki francia haditengerészet egyik hősévé vált. Összesen 386 hajót fogott el és még ennél is többet süllyesztett el vagy gyújtott fel.
- Dunkerque városa 1847-ben egy szobrot állított tiszteletére és a város főterét (Place Jean Bart) és a város egyik gimnáziumát is róla nevezték el. A második világháború során a város 70%-a megsemmisült, de a szobor sértetlen maradt.
- Theodor Fontane egy balladát írt Jean Bart címmel.
- Émile Zola Germinal című regényében szereplő egyik sztrájkoló bányát őutána nevezte el.
- Emlékét őrzi az Avec Jean Bart s’en sont allés gyermekdal, melyet főként Franciaország északi részén ismernek.

### Jean Bart nevét viselő hajók
A Francia Haditengerészet több mint 27 egysége viselte már a nevét az elmúlt 200 évben. Közülük a legismertebbek:
- Jean Bart (1788) – sorhajó (74 ágyús)
- Jean Bart (1811) - sorhajó (74 ágyús)
- Jean Bart (1886) – cirkáló
- Jean Bart (1910) – csatahajó (az első francia dreadnought)
- Jean Bart (1940) – csatahajó[15]
- Jean Bart (1988) – légvédelmi fregatt

Rajtuk kívül számos kisebb hajóegység és kalózhajó viselte a Jean Bart nevet.

## Fordítás
- Ez a szócikk részben vagy egészben  a   Jean Bart című német Wikipédia-szócikk fordításán alapul.  Az eredeti cikk szerkesztőit annak laptörténete sorolja fel. Ez a jelzés csupán a megfogalmazás eredetét és a szerzői jogokat jelzi, nem szolgál a cikkben szereplő információk forrásmegjelöléseként.
- Ez a szócikk részben vagy egészben  a   Jean Bart című angol Wikipédia-szócikk fordításán alapul.  Az eredeti cikk szerkesztőit annak laptörténete sorolja fel. Ez a jelzés csupán a megfogalmazás eredetét és a szerzői jogokat jelzi, nem szolgál a cikkben szereplő információk forrásmegjelöléseként.